# Powiat śremski

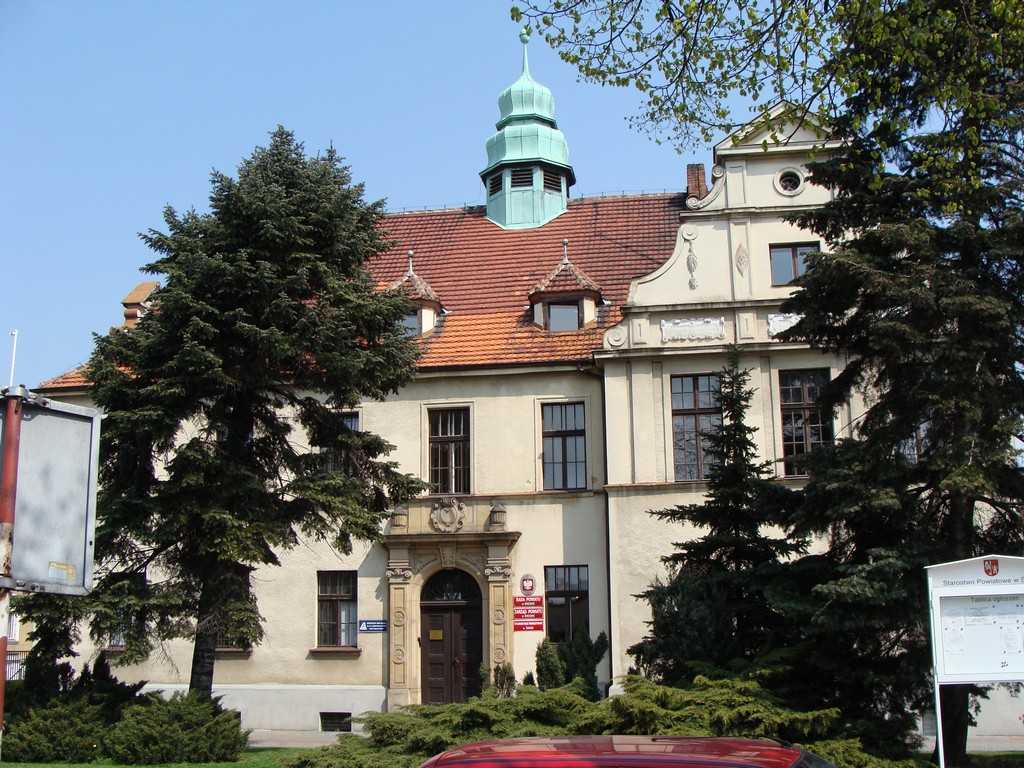
Starostwo Powiatowe w Śremie

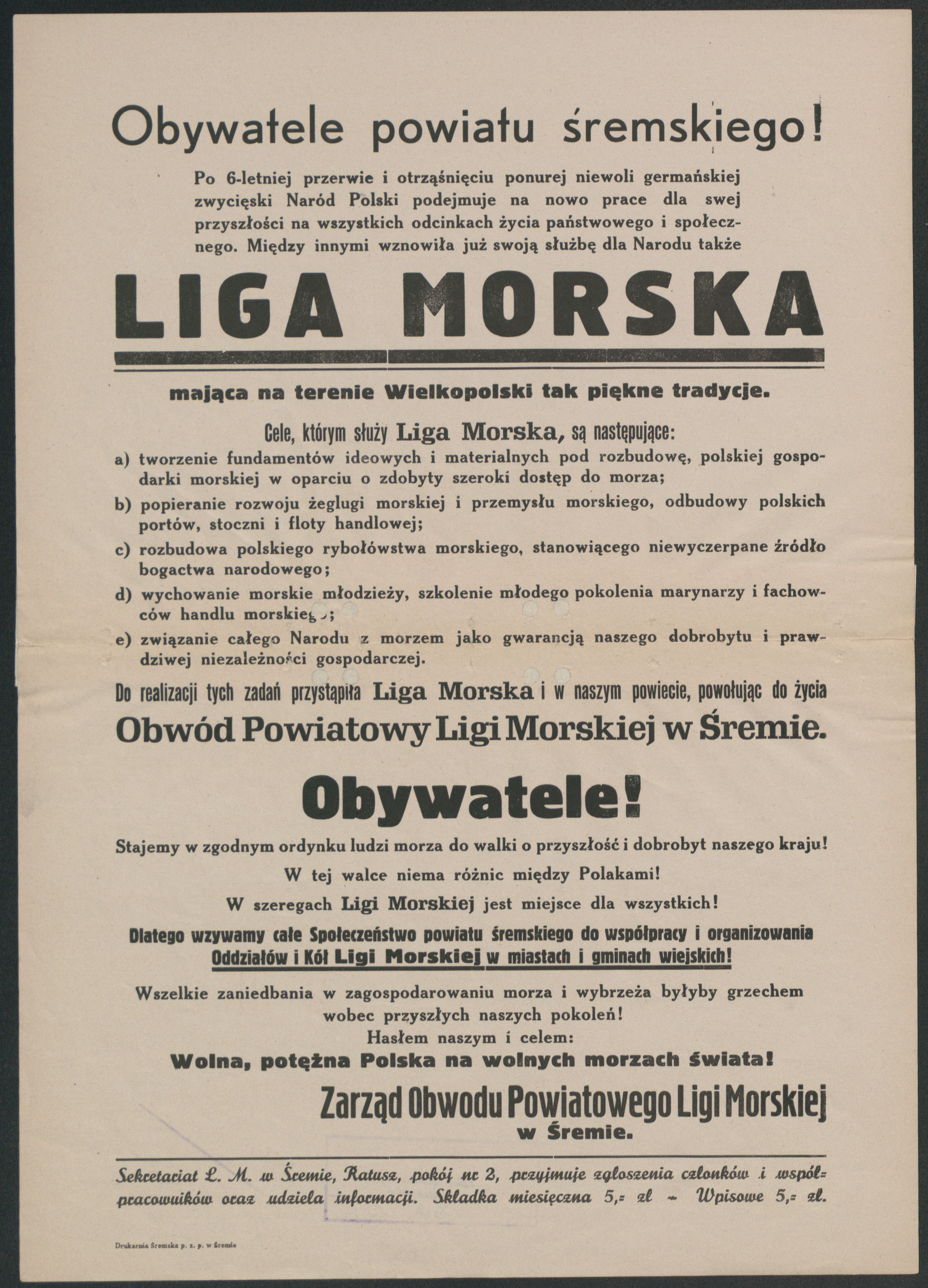
Odezwa Ligi Morskiej w Śremie 1924 r. (miejsce przechowywania: Archiwum Państwowe w Poznaniu).

Powiat śremski – powiat w Polsce (województwo wielkopolskie), utworzony w 1999 roku w ramach reformy administracyjnej. Jego siedzibą jest miasto Śrem.
W skład powiatu wchodzą:
- gminy miejsko-wiejskie: Dolsk, Książ Wielkopolski, Śrem
- gminy wiejskie: Brodnica
- miasta: Dolsk, Książ Wielkopolski, Śrem

Według danych z 31 grudnia 2019 roku powiat zamieszkiwało 61 425 osób. Natomiast według danych z 30 czerwca 2020 roku powiat zamieszkiwało 61 455 osób.

## Demografia
Liczba ludności (dane z 30 czerwca 2010):
|        | Ogółem | Ogółem | Kobiety | Kobiety | Mężczyźni | Mężczyźni |
| osób   | %      | osób   | %       | osób    | %         |           |
| ------ | ------ | ------ | ------- | ------- | --------- | --------- |
| Ogółem | 59 449 | 100    | 30 313  | 50,99   | 29 136    | 49,01     |
| Miasto | 34 229 | 57,58  | 17 759  | 29,87   | 16 470    | 27,70     |
| Wieś   | 25 220 | 42,42  | 12 554  | 21,12   | 12 666    | 21,31     |

▶Wieś vs ▶miasto
Ogółem (▶k, ▶m)
Miasto (▶k, ▶m)
Wieś (▶k, ▶m)
Według danych z 31 grudnia 2008:
| Opis                                | Ogółem | Ogółem | Kobiety | Kobiety | Mężczyźni | Mężczyźni |
| ----------------------------------- | ------ | ------ | ------- | ------- | --------- | --------- |
| Jednostka                           | osób   | %      | osób    | %       | osób      | %         |
| Populacja                           | 59 041 | 100    | 30 120  | 51,02   | 28 921    | 48,98     |
| Wiek przedprodukcyjny (0–17 lat)    | 12 769 | 21,63  | 6199    | 10,5    | 6570      | 11,13     |
| Wiek produkcyjny (18–65 lat)        | 38 679 | 65,51  | 18 658  | 31,6    | 20 021    | 33,91     |
| Wiek poprodukcyjny (powyżej 65 lat) | 7593   | 12,86  | 5263    | 8,91    | 2330      | 3,95      |

Przyrost naturalny według danych z 2008 roku wyniósł 0,37%.

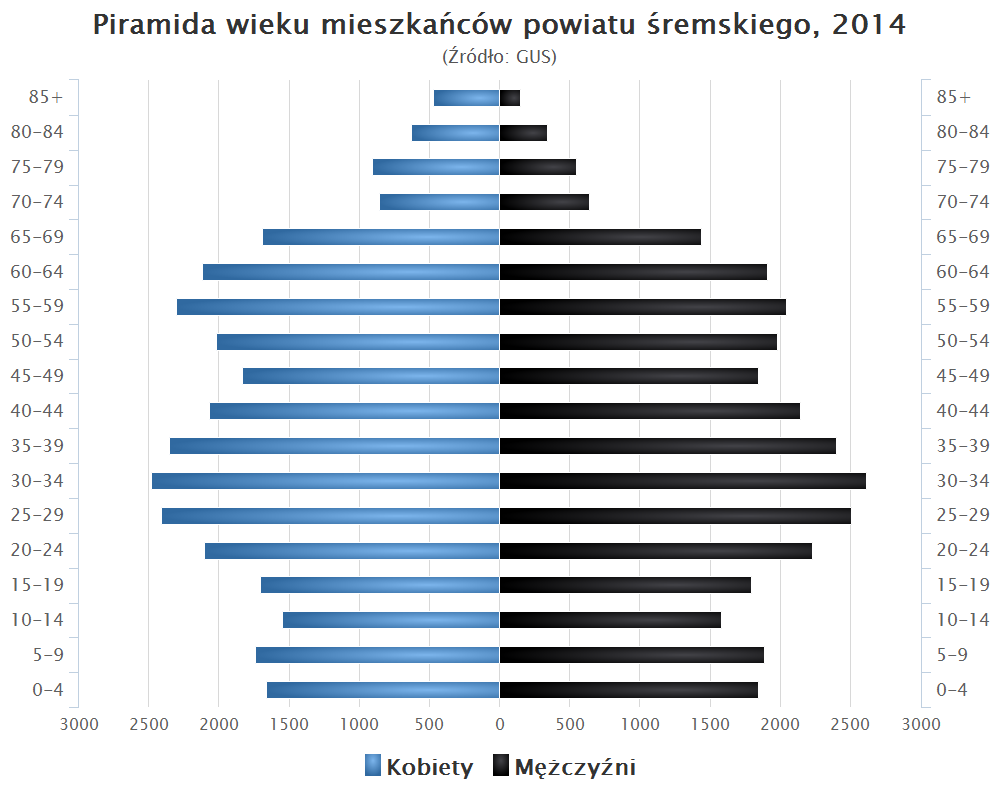
Piramida wieku mieszkańców powiatu śremskiego w 2014 roku

## Położenie geograficzne
Powiat śremski leży w centralnej części województwa wielkopolskiego w Polsce. Zajmuje powierzchnię 574,7 km² w tym miasta 20,36 km², wsie 554,32 km². Powiat rozciąga się w trzech krainach geograficznych. Środkową część zajmuje Pradolina Warszawsko-Berlińska, dnem jej płynie rzeka Warta. Rzeka oddziela tereny Pojezierza Wielkopolskiego na północy od Pojezierza Leszczyńskiego na południu.

## Gospodarka
W końcu września 2019 liczba zarejestrowanych bezrobotnych w powiecie śremskim obejmowała ok. 0,4 tys. mieszkańców, co stanowi stopę bezrobocia na poziomie 1,6% do aktywnych zawodowo.

## Unia Gospodarcza Miast Regionu Śremskiego

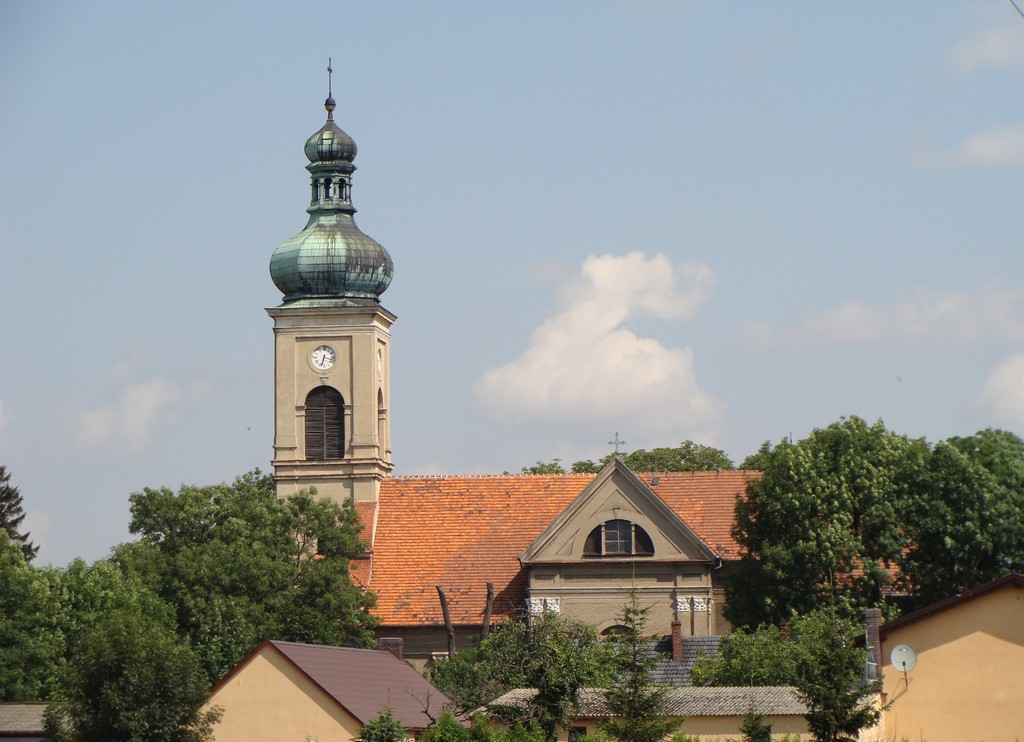
Kościół św. Rocha w Wieszczyczynie

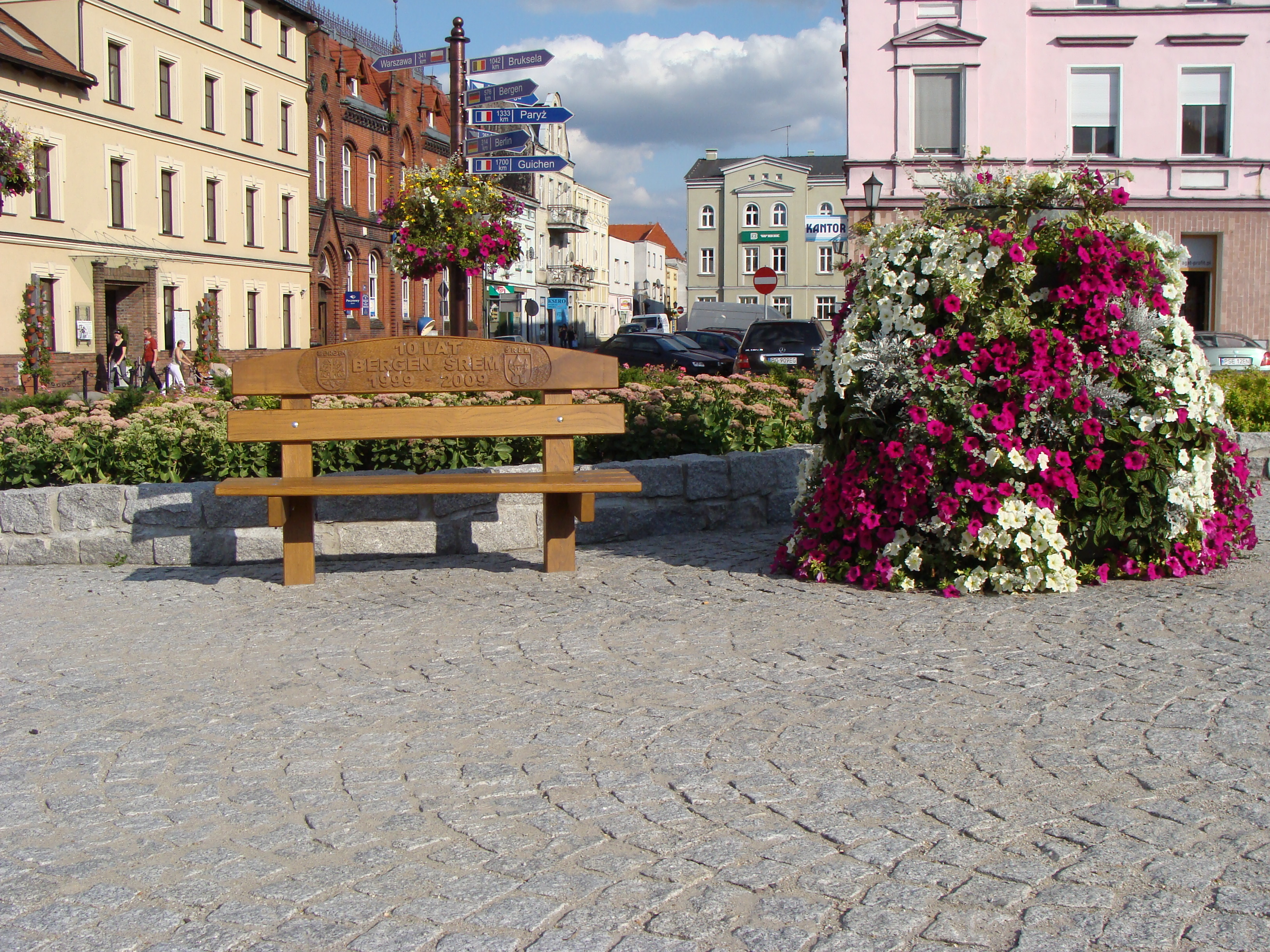
Rynek w Śremie

Na początku 1993 roku została utworzona Unia Gospodarcza Miast Regionu Śremskiego. W jej skład obecnie wchodzą cztery gminy powiatu śremskiego: Brodnica, Dolsk, Książ Wielkopolski oraz Śrem (na początku było ich sześć z Kórnikiem i Czempiniem). W 1995 roku sześć gmin podpisało porozumienie komunalne, które rozpoczęło ich współpracę partnerską. Celami współpracy są: integracja działań i skoncentrowanie środków dla rozwoju regionu oraz tworzenia nowych miejsc pracy.
Gminy posiadają dwa programy rozwoju na najbliższe 10 lat (podano w 2001 roku – przyp.):
- Strategię Rozwoju Gospodarczego, która jest sukcesywnie wprowadzana od 1998 roku i obejmuje przedsięwzięcia z zakresu: wspierania przedsiębiorczości, rozwoju turystyki i agroturystyki, rozwoju rolnictwa i jego otoczenia, integrowania działań na rzecz rozwoju społeczności lokalnej oraz opracowania standardów dla gospodarki przestrzennej.
- Strategię rozwoju Turystyki, której wyznaczone kierunki to: rozwój turystyki aktywnej, przyrodniczej i wiejskiej oraz nowoczesny i zintegrowany system promocji i informacji.

Jednostką koordynującą i realizującą cele strategii jest Śremski Ośrodek Wspierania Małej Przedsiębiorczości.
14 lutego 2005 roku Sąd Rejonowy w Poznaniu zarejestrował zmiany w statucie stowarzyszenia, którego następstwem jest zmiana nazwy na Unia Gospodarcza Regionu Śremskiego – Śremski Ośrodek Wspierania Małej Przedsiębiorczości.
Nowe stowarzyszenie jest kontynuatorem działalności prowadzonej przez Unię Gospodarczą Miast Regionu Śremskiego oraz Śremski Ośrodek Wspierania Małej Przedsiębiorczości, m.in. w zakresie promocji, wspierania przedsiębiorczości, aktywizacji gospodarczej, integracji społeczności lokalnej, obsługi Funduszu Rozwoju Przedsiębiorczości oraz przeciwdziałania bezrobociu.
Unia Gospodarcza Miast Regionu Śremskiego prowadzi współpracę zagraniczną z:
- Dystryktem South Ribble w Wielkiej Brytanii
- Kantonem Guichen we Francji
- Ambasadą Meksyku w Warszawie

## Środowisko przyrodnicze
Teren powiatu śremskiego należy do obszarów nizinnych oraz pojezierzy. Został on ukształtowany w wyniku działalności lądolodu skandynawskiego. Ustępujący lądolód pozostawił jeziora, wzgórza moreny czołowej, wydmy i szeroką pradolinę. Północna część powiatu to płaska równina z wysokimi wałami wydmowymi (gmina Śrem) oraz ciągi ozów (gmina Brodnica) porośnięte borem sosnowym. Południowa część powiatu to między innymi Pagórki Dolskie (najwyższe wzniesienie znajduje się koło Ostrowieczna 149 m n.p.m.). Pośrodku pradoliny płynie Warta, znajdują się tu jej starorzecza i łąki zalewowe (łęgi topolowe i topolowo-wierzbowe z licznymi wiekowymi dębami, na których znajdują się lasy łęgowe z bogatą fauną i florą.
Krajobraz wiejski to m.in. parki podworskie w Górze, Jaszkowie, Łęgu, Manieczkach, Mechlinie, Międzychodzie, Mszczyczynie, Włościejewkach, znajdują się w nich drzewa – pomniki przyrody: dęby szypułkowe, lipy drobnolistne, kasztanowce zwyczajne i platany. Najwięcej pomników przyrody dębów znajduje się w parku w Mechlinie, niedaleko osady Kotowo.
Największe skupisko głazów narzutowych uznanych za pomniki przyrody w Wielkopolsce znajduje się w gminie Dolsk. Miejsca występowania głazów narzutowych to: teren między Brześnicą a Lipówką – przyciągnięte przez lodowiec eratyki pochodzące z Półwyspu Skandynawskiego, Księginki, Małachowo, Drewniany Kamień przy północnym brzegu Jeziora Dolskiego Wielkiego.
Wody płynące i jeziora w powiecie śremskim znajdują się w dorzeczu Warty, znajdują się w powiecie liczne strumienie (Bystrzek, Pysząca), kanałów oraz zalewy w Śremie (77 ha), a także stawy hodowlane.
W powiecie śremskim możemy wybrać różne formy aktywnego wypoczynku. Rzeka Warta oraz liczne jeziora zachęcają do wędkowania, uprawiania sportów wodnych oraz kąpieli. Znajdą tutaj wiele atrakcji zwolennicy wędrówek pieszych, zbieracze grzybów i jagód, amatorzy jazdy konnej i rowerzyści (300 km znakowanych szlaków rowerowych).

### Jeziora
Jezioro Grzymisławskie
- powierzchnia: 183,9 ha
- długość: 7770 m
- szerokość: 500 m
- największa głębokość: 11,2 m

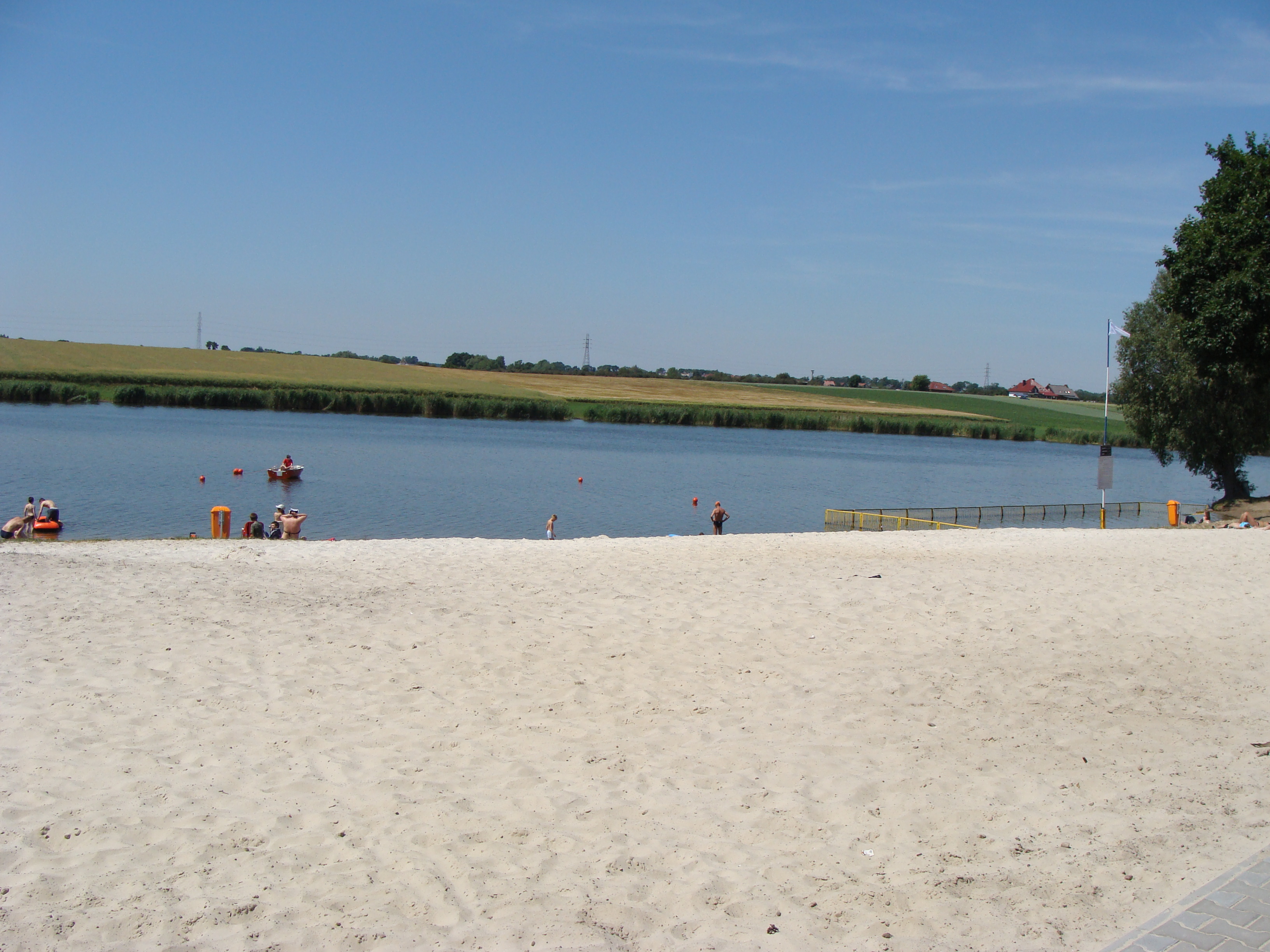
Jezioro Grzymisławskie – plaża w Śremie

- budowa: jezioro polodowcowe w wąskiej i głębokiej rynnie, brzegi niezalesione, linia brzegowa nierozwinięta
- dostępne dla: wędkarzy, żeglarzy, plażowiczów (plaża w Śremie), organizowane są na nim mistrzostwa motorowodne Europy lub Świata (w sierpniu)[6]

Jezioro Dolskie Wielkie
- powierzchnia: 166,6 ha
- długość: 2940 m
- szerokość: 780 m
- największa głębokość: 3 m
- budowa: jeziorow wąskiej i długiej rynnie o stromych brzegach, brzegi częściowo zalesione, połączone z innymi jeziorami wąskimi kanałami, niewielki pas zachodniego brzegu zajmuje rezerwat przyrody „Miranowo”
- dostępne dla: wędkarzy, żeglarzy, plażowiczów (plaża w Dolsku)[6]

Jezioro Cichowo
- powierzchnia: 108,2 ha
- długość: 2600 m
- szerokość: 630 m
- największa głębokość: 18,2 m
- budowa: brzegi zalesione, słabo zagospodarowane turystycznie, połączona z sąsiednimi jeziorami wąskimi kanałami
- dostępne dla: wędkarzy, żeglarzy[6]

Jezioro Mórka
- powierzchnia: 94,4 ha
- długość: 4150 m
- szerokość: 400 m
- największa głębokość: 9 m
- budowa: położone w wąskiej i długiej rynnie, od Jeziora Cichowo oddzielone przesmykiem, z którym stanowiło jeden akwen[6]

Jezioro Ostrowieczno
- powierzchnia: 61,8 ha
- długość: 1450 m
- szerokość: 780 m
- największa głębokość: 9 m
- budowa: położone w rynnie jezior dolskich, brzegi zalesione
- dostępne dla: prywatne jezioro hodowlane[6]

Jezioro Lubiatówko
- powierzchnia: 27,8 ha
- długość: 1200 m
- szerokość: 370 m
- największa głębokość: 2,7 m[9]

Jezioro Jarosławskie
- powierzchnia: 24,1 ha
- długość: 1230 m
- szerokość: 370 m
- największa głębokość: 5,2 m
- budowa: brzegi zalesione i trudno dostępne (wyjątek wschodni brzeg, znajduje się tam ośrodek wypoczynkowy z plażą
- dostępne dla: wędkarzy, żeglarzy, plażowiczów (plaża w Jarosławkach)[6]

Jezioro Nowiec
- powierzchnia: 21,9 ha
- długość: 1020 m
- szerokość: 350 m
- największa głębokość: 1,3 m[9]

Jezioro Szymanowskie
- powierzchnia: 17,8 ha
- długość: 735 m
- szerokość: 360 m
- największa głębokość: 2,7 m[9]

Jezioro Trąbinek
- powierzchnia: 16,1 ha
- długość: 630 m
- szerokość: 350 m
- największa głębokość: 3,6 m[9]

Jezioro Mełpińskie Wielkie
- powierzchnia: 14,3 ha
- długość: 570 m
- szerokość: 380 m
- największa głębokość: 7,7 m[9]

Jezioro Mełpińskie Małe
- powierzchnia: 10 ha
- długość: 920 m
- szerokość: 310 m
- największa głębokość: 9,2 m[9]

Inne Jeziora

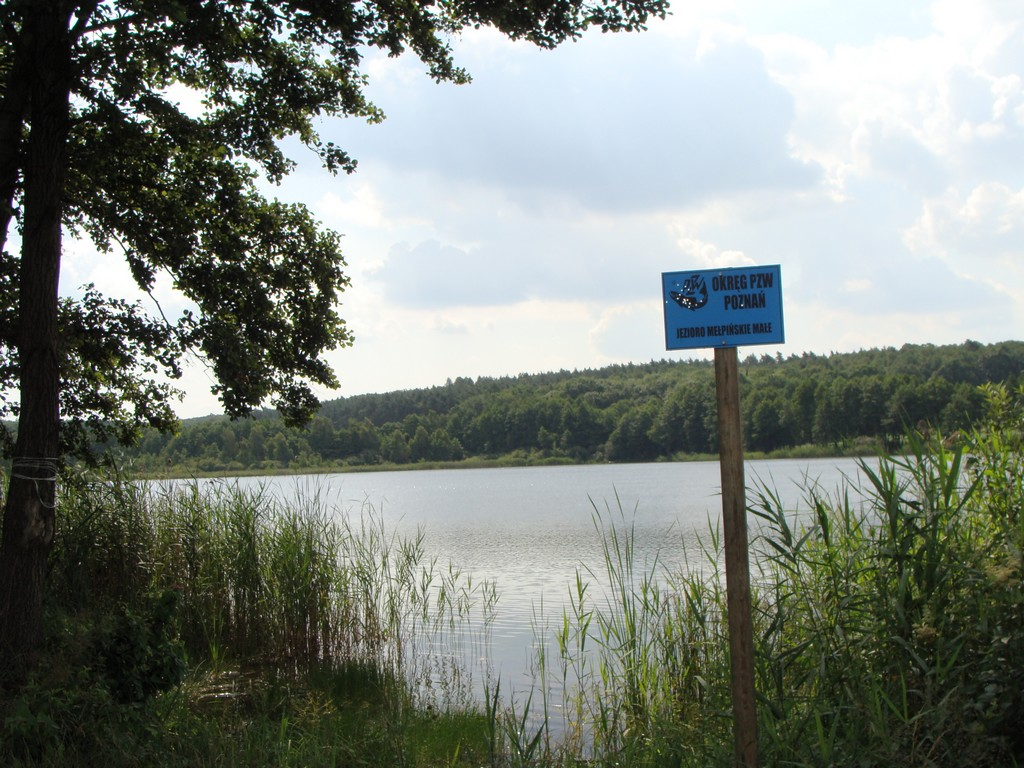
Jezioro Mełpińskie Małe

Pozostałymi jeziorami w powiecie są:
- Dolskie Małe – 10 ha
- Mórka Mała – 6,5 ha
- Włościejewki – 5,5 ha
- Ostrowieczko – 5,1 ha
- Kiełczynek – 3,5 ha
- Gajewskie – 2,2 ha

### Parki krajobrazowe, rezerwaty

#### Park Krajobrazowy im. gen. Dezyderego Chłapowskiego
- rok założenia: 1992;

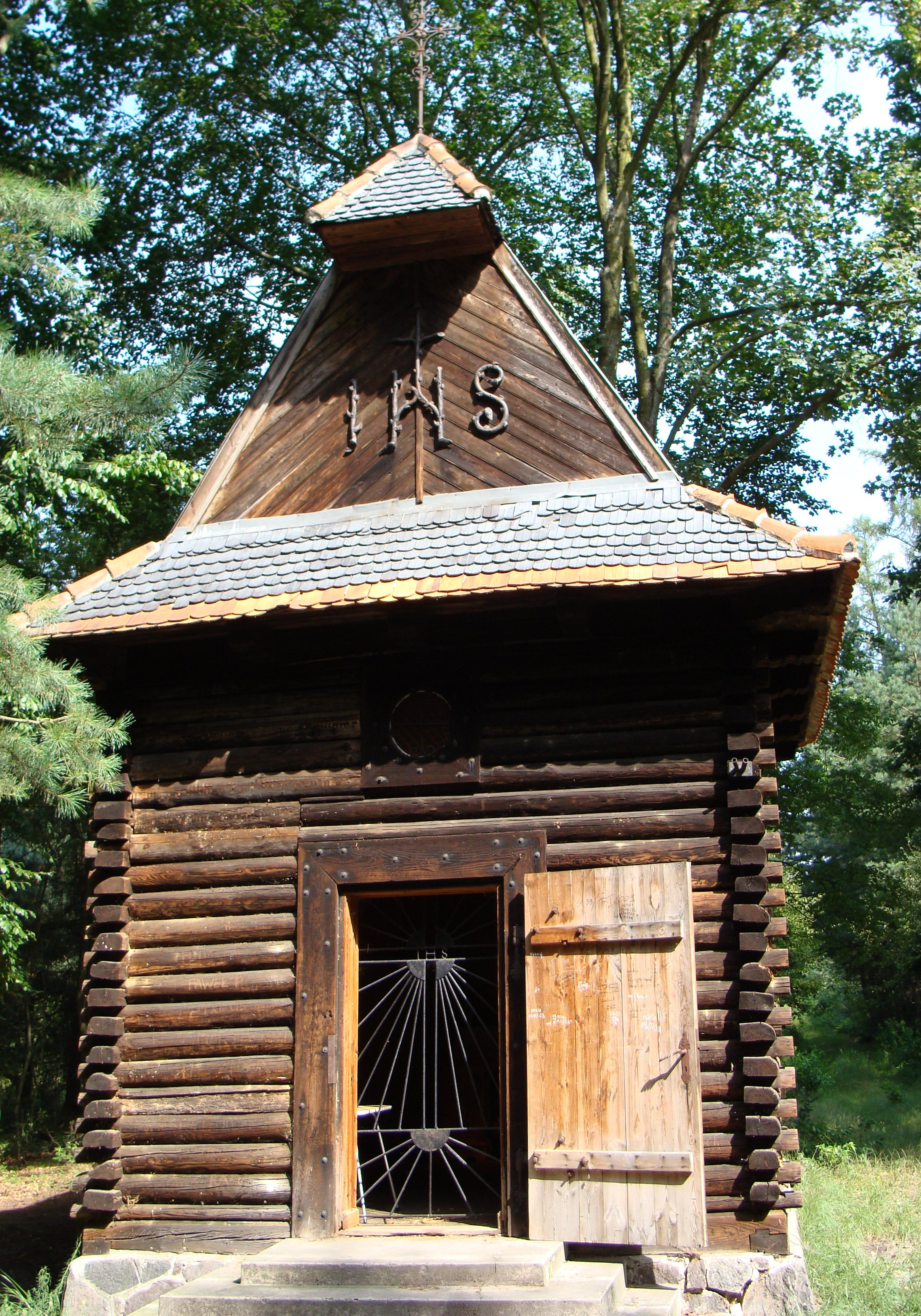
kaplica w lesie Rąbińskim, stojąca na obszarze parku krajobrazowego

- powierzchnia: 17 200 ha (na terenie gminy Śrem 2626 ha);
- krainy geograficzne: Równina Kościańska, Pojezierze Krzywińskie;
- cele: ochrona rzadkiego w skali kontynentu krajobrazu kulturowego, realizacja nowoczesnego rolnictwa na ekologicznych zasadach funkcjonowania przyrody;
- krajobraz parku: sieć zadrzewień śródpolnych z 1820 roku założona przez Dezyderego Chłapowskiego, teren parku stanowią:
  - pola uprawne (65%),
  - łąki (8,5%),
  - lasy (14%)[6].

#### Rogaliński Park Krajobrazowy
- rok założenia: 1997
- powierzchnia: 12 750 ha (obejmuje gminy: Śrem (1685 ha), Brodnica (3279 ha), Mosina i Kórnik)
- rezerwaty:
  - krajobrazowy „Krajkowo”
  - przyrody „Goździk Siny” w Grzybnie
  - zespół przyrodniczo-krajobrazowy „Dęby Rogalińskie”
- krajobraz parku: łęgi nadrzeczne porośnięta roślinnością wodną, szuwarową, łąkową, muraw kserotermicznych i zarośli wierzbowych, występują dęby szypułkowe, nad Wartą zaobserwować można rzadkie gatunki ptaków: bociana czarnego, orlika krzykliwego, żurawia, strusie (hodowane w Esterpolu; gatunki ssaków: wydry i bobry[6].

#### Zespół Przyrodniczo-Krajobrazowy „Łęgi Mechlińskie”
- rok założenia: 1996;

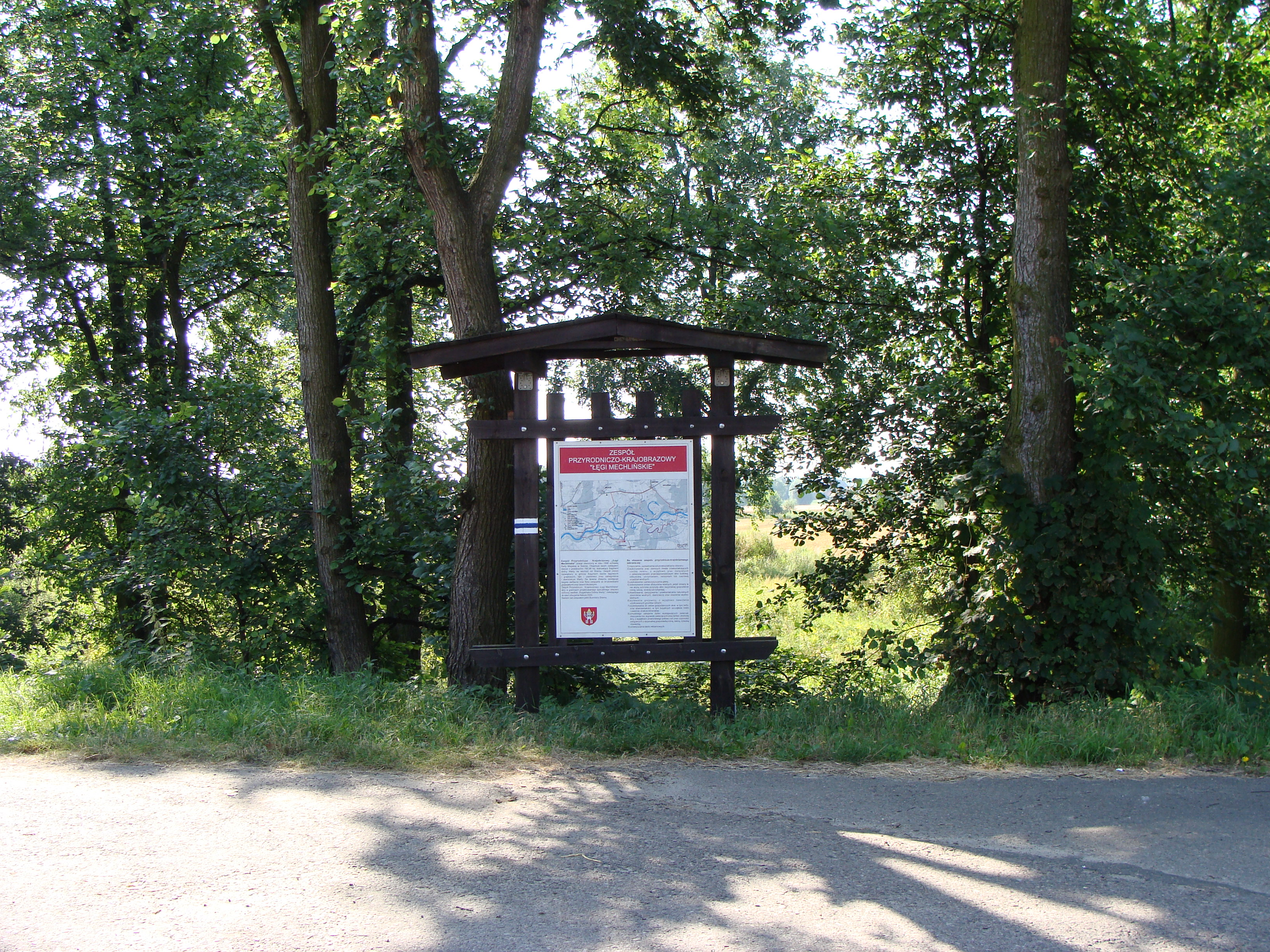
Łęgi Mechlińskie

- powierzchnia: 780,98 ha (Gmina Śrem);
- krajobraz parku: lasy łęgowe wraz z obszarem bagiennych łąk po obu stronach Warty, lasy grądowe z dęby szypułkowe, wiązami, jesionami, W parku stwierdzono obecność ok. 100 gatunków ptaków, m.in. kani rudej, błotniaka zbożowego, bociana czarnego; ssaki: bobry i wydry. Zespół został utworzony uchwałą Rady Miejskiej w Śremie na wniosek mieszkańców wsi Kawcze. Zespół chroni największy w gminie kompleks lasów łęgowych i gradowych o powierzchni ok. 180 ha oraz przyległe do niego kompleksy podmokłych i zalewowych łąk i pastwisk. Szczególnie bogata jest flora podmokłych łąk i zarastających starorzeczy. Na terenie zespołu występuje bogata fauna, w szczególności awifauna, około 100 gatunków. Najciekawszym przedstawicielem fauny jest występujący żółw błotny, zagrożony wyginięciem nie tylko w Polsce, ale i w wielu krajach europejskich[6].

#### Rezerwat Przyrody „Czmoń”
- rok założenia: 1998
- powierzchnia: 23,65 ha (w całości w gminie Śrem)
- cele: zachowanie żyznego lasu liściastego, w którym występują rośliny chronione w piętrze runa i podszycia
- krajobraz parku: las liściasty z dębami szypułkowymi i jesionami wyniosłymi, grabami i jaworami, wczesną wiosną las pokrywa się kobiercami kwitnących kwiatów. Chronione rośliny w parku: lilia złotogłów, bluszcz pospolity, kalina koralowa. Zwierzęta: cztery gatunki dzięciołów i kukułki[6].

#### Rezerwat Przyrody „Miranowo”
- rok założenia: 1971;
- powierzchnia: 4,78 ha (Gmina Dolsk);
- krajobraz parku: rezerwat florystyczny, roślinność łąkowa i szuwarowa, relikty epoki lodowcowej, rzadsze gatunki roślin: kukułka krwista i kukułka szerokolistna, goryczka błotna, kosatka kielichowa, turzyca Davalla, liczne gatunki ptaków[6].

## Znakowane szlaki turystyczne

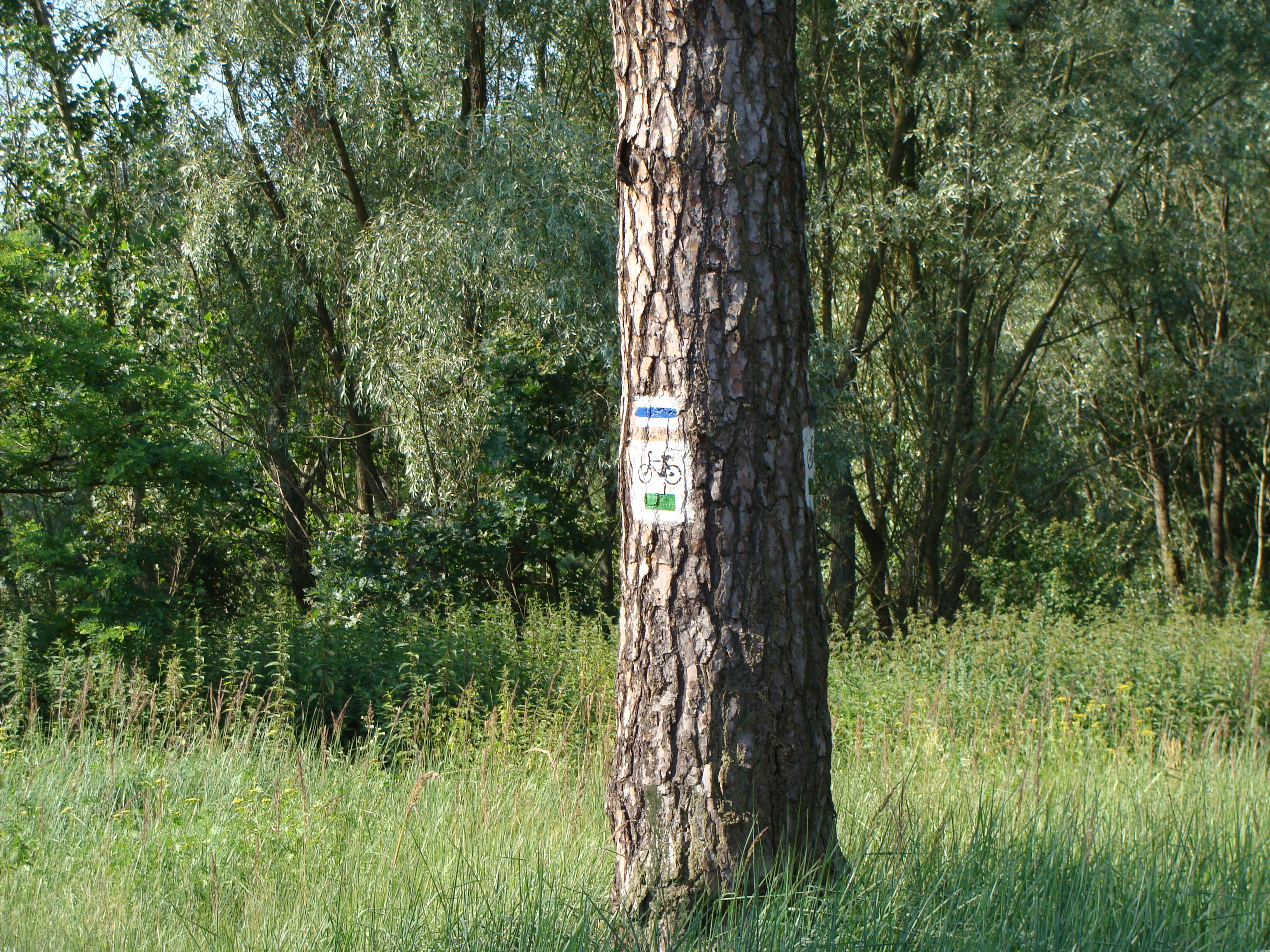
Zielony szlak rowerowy, niebieski pieszy

### Szlaki rowerowe
Sieć 252 km szlaków dla rowerzystów w powiecie śremskim, które łączą ze sobą miasta i wsie atrakcyjne turystycznie i historycznie. Szlaki mają długość od 7,9 km do 68,5 km. Większość z nich to pętle, a także tzw. łączniki.

### Szlaki piesze
Szlakami pieszymi przebiegającymi przez powiat są:
- Szlak niebieski (21,2 km): Śrem – Łęg – Bystrzek – Sroczewo – Zaborowo – Gogolewko – Gogolewo.
- Szlak zielony (30,7 km): (Kościan – Lubiń) – Miranowo – leśniczówka Brzednia – Lubiatówko – Dolsk – Ostrowieczko – Ostrowieczno – Błażejewo – Włościejewice – Włościejewki – Książ Wielkopolski – Gogolewo (Nowe Miasto nad Wartą – Śmiełów – Jarocin).
- Szlak czerwony: Osowa Góra (Zaniemyśl – Sulęcinek).
- Szlak żółty: (Zaniemyśl) – Kaleje (Czmoń).
- Szlak niebieski: (Otusz) – Iłówiec.
- Szlak czerwony: Żabno (Drużyna Poznańska).
- Wielkopolska Droga św. Jakuba: Żabno – Przylepki – Manieczki – Błociszewo – Rąbiń – Dalewo – Mościszki.

### Trasa kajakowa
planowana: Gogolewo – Śrem – Jaszkowo – Poznań.

## Sąsiednie powiaty
Powiat poznański | Powiat średzki | Powiat jarociński | Powiat gostyński | Powiat kościański